# NAC in het seizoen 1969/70
Het seizoen 1969/1970 was het 16e jaar in het bestaan van de Bredase betaaldvoetbalclub NAC. De club kwam uit in de Eredivisie en eindigde daarin op de 10e plaats. Tevens deed de club mee aan het toernooi om de KNVB Beker, hierin werd in de tweede ronde verloren van FC Twente '65 (2–3).

## Wedstrijdstatistieken

### Eredivisie
|       | ADO   | Ajax  | AZ '67 | DOS   | DWS   | Feijenoord | Go Ahead | Haarlem | Holland Sport | GVAV  | MVV   | N.E.C. | PSV   | Sparta | SVV   | Telstar | FC Twente '65 |
| ----- | ----- | ----- | ------ | ----- | ----- | ---------- | -------- | ------- | ------------- | ----- | ----- | ------ | ----- | ------ | ----- | ------- | ------------- |
| Thuis | 0 – 2 | 1 – 1 | 2 – 2  | 2 – 1 | 2 – 0 | 0 – 4      | 2 – 0    | 2 – 0   | 1 – 1         | 2 – 3 | 3 – 1 | 0 – 0  | 2 – 4 | 1 – 2  | 4 – 0 | 1 – 0   | 1 – 1         |
| Uit   | 5 – 0 | 2 – 1 | 1 – 1  | 0 – 2 | 0 – 1 | 5 – 0      | 2 – 0    | 0 – 2   | 2 – 1         | 1 – 1 | 0 – 0 | 1 – 0  | 3 – 1 | 1 – 2  | 1 – 1 | 1 – 1   | 7 – 0         |

### KNVB Beker
| 1e ronde                                              | Wageningen                              | 2 – 4 (1 – 2) | NAC                                                |
| 19 oktober 1969 Plaats: Wageningen De Wageningse Berg | Ton van de Weerd 35' Hans Posthumus 79' |               | 9', 48', 85' (pen.) Jan van Gorp 27' Bertus Quaars |
| 2e ronde                                              | FC Twente '65                           | 3 – 2 (2 – 1) | NAC                                                |
| 1 maart 1970 Plaats: Enschede Het Diekman             | Jan Jeuring 43', 85' Theo Pahlplatz 45' |               | 23' Addy Brouwers 57' Jan van Gorp                 |

## Statistieken NAC 1969/1970

### Eindstand NAC in de Nederlandse Eredivisie 1969 / 1970
| Stand | Gespeeld | Gewonnen | Gelijk | Verloren | Punten | Doelpunten voor | Doelpunten tegen |
| ----- | -------- | -------- | ------ | -------- | ------ | --------------- | ---------------- |
| 10e   | 34       | 11       | 10     | 13       | 33     | 40              | 54               |

### Topscorers
| #                 | Naam                  | Goal |
| ----------------- | --------------------- | ---- |
| 1.                | Jacques Visschers     | 8    |
| 2.                | Andrzej Frankiewicz   | 7    |
| 2.                | Norbert Pogrzeba      | 7    |
| 4.                | Bertus Quaars         | 4    |
| 5.                | Frans Bouwmeester jr. | 3    |
| 5.                | Addy Brouwers         | 3    |
| 5.                | Cock Luyten           | 3    |
| 8.                | Jan van Gorp          | 2    |
| 9.                | Ad Bakker             | 1    |
| 9.                | Theo Dierckx          | 1    |
| Onbekend doelpunt |                       |      |
| –                 | Onbekend              | 1    |
| Totaal            | Totaal                | 40   |

| #      | Naam          | Goal |
| ------ | ------------- | ---- |
| 1.     | Jan van Gorp  | 4    |
| 2.     | Addy Brouwers | 1    |
| 2.     | Bertus Quaars | 1    |
| Totaal | Totaal        | 6    |

## Voetnoten
ADO ·
Ajax ·
AZ '67 ·
DOS ·
DWS ·
Feijenoord ·
Go Ahead ·
Haarlem ·
Holland Sport ·
GVAV ·
MVV ·
NAC ·
N.E.C. ·
PSV ·
Sparta ·
SVV ·
Telstar ·
FC Twente '65